# Cloral
Cloralul (tricloroacetaldehida sau tricloroetanalul) este un compus organic din clasa aldehidelor cu formula chimică Cl3CCHO. Este un lichid uleios incolor, solubil în diverși solvenți. Reacționează cu apa cu formare de cloralhidrat, un compus cu proprietăți sedative și hipnotice.

## Obținere
Cloralul se obține la nivel industrial în urma reacției de clorurare a acetaldehidei în prezența acidului clorhidric. Ca intermediar se obține cloralhidratul, iar reacția este catalizată de triclorură de stibiu:
H3CCHO + 3 Cl2 + H2O → Cl3CCH(OH)2 + 3 HCl
Apoi, se realizează distilarea cloralhidratului din amestecul de reacție. Distilatul este ulterior deshidratat cu acid sulfuric concentrat, când se obține cloralul:
Cl3CCH(OH)2 → Cl3CCHO + H2O
Produsul este purificat prin distilare fracționată.

## Proprietăți
Fiind o aldehidă trihalogenată, cloralul are tendința de a forma aducți (produși ai reacției de adiție nucleofilă la grupa carbonil) prin reacția cu apa și cu alcoolii.
În afară de tendința ridicată de hidratare, cloralul este un important precursor în sinteza de DDT. În cadrul acestei sinteze, cloralul reacționează cu clorobenzenul în prezența unei cantități catalitice de acid sulfuric:
Cl3CCHO + 2 C6H5Cl → Cl3CCH(C6H4Cl)2 + H2O
Această reacție a fost descrisă prima dată de către Othmar Zeidler în anul 1874.
Prin tratarea cloralului cu hidroxid de sodiu se obține cloroform (Cl3CH) și formiat de sodiu (HCOONa):
Cl3CCHO + NaOH → Cl3CH + HCOONa